# Immolations au Tibet - La Honte du monde
Immolations au Tibet - La Honte du monde est un essai de l'écrivaine chinoise d'origine tibétaine Tsering Woeser publié aux éditions Indigènes en 2013 en français. Ai Weiwei a réalisé la couverture de l'essai de Woeser sur les immolations volontaires au Tibet, publié en France et préfacé par Robert Badinter.

## Couverture
La couverture illustrée par Ai Weiwei, figure un fond blanc pour signifier une khata, avec une flamme brûlante au centre, recouvrant les noms de 142 martyrs de l'auto-immolation. Elle est dédiée à tous les Tibétains auto-immolés. Woeser déclare être très reconnaissante à Ai Weiwei pour sa conception de la couverture.

## Titre
Le titre en chinois signifie "Tibet Fire Phoenix", car Woeser a écrit un poème, évoquant le phoenix nirvana.

## Contexte
La première auto-immolation a eu lieu le 27 février 2009. Les auto-immolations de Tibétains se sont poursuivis durant des années, en dépit des pressions, comme le placement en résidence surveillée. Woeser a souligné qu'en 1998 (Thupten Ngodup) et 2004, des Tibétains en exil en Inde se sont immolés en signe de protestation contre les autorités du parti communiste chinois. Cependant, elle a choisi 2009 comme date de début, en raison de la continuité après cette date. L'auto-immolation des Tibétains est une continuation des troubles au Tibet de 2008.
Parmi ces actes d'auto-immolation, 141 ont eu lieu au Tibet historique (provinces de l'U-Tsang, du Kham et de l'Amdo), s'étendant de l'actuelle région autonome du Tibet en Chine aux provinces chinoises du Qinghai, du Gansu, du Sichuan et du Yunnan. Six autres auto-immolations ont eu lieu dans la diaspora tibétaine au Népal et en Inde. En genre, 121 immolés étaient des hommes, et 25 étaient des femmes. D'un point de vue professionnel, leurs carrières allaient des moines aux éleveurs, en passant par des cadres à la retraite et des étudiants du secondaire. Sur les 146 immolés, 120 sont décédés ; certains, comme Tapey, sont restés en vie, bien que leurs allées et venues soient inconnues, cachées sous garde officielle et n'apparaissant au monde extérieur que dans des vidéos occasionnelles de propagande d'État.
Il n'y a pas de précédent d'auto-immolation dans l'histoire et la culture tibétaines. Aussi, des chercheurs situent cette vague de protestation dans la suite de manifestations et de soulèvements au Tibet, qui caractérise la vie politique tibétaine depuis l'intervention militaire chinoise de 1950. Et comme le souligne le cas de Lobsang Phuntsog, les troubles au Tibet de 2008 et leurs conséquences sont particulièrement pertinentes pour comprendre l'émergence ultérieure de l'auto-immolation dans cette tradition de manifestations. En mars 2008, les Tibétains de tout le Tibet culturel se sont soulevés pour protester contre la domination chinoise. Les moines des monastères de Drépung et de Séra à la périphérie de Lhassa ont commencé à manifester pacifiquement le 10 mars 2008. Cependant, face à une violence étatique incessante, la situation à Lhassa a dégénéré le 14 mars, se transformant en émeutes. Les manifestations par la suite sont rapidement devenues les plus importantes depuis la fuite du dalaï-lama en Inde en 1959, se propageant dans les régions tibétaines de l'actuel Sichuan, Qinghai et Gansu quelques mois seulement avant les Jeux olympiques de Pékin de 2008. 
Les Tibétains sont donc confrontés à un paradoxe déroutant : malgré la description du Tibet comme une région autonome, son peuple est en réalité exposé à un degré de contrôle intense, bien au-delà de celui exercé dans d'autres régions « non autonomes » de Chine. Tout aussi paradoxalement, les Tibétains ont de nombreuses raisons de manifester, mais ils ont été laissés sans aucun moyen efficace de le faire : il n'y a pas d'option civile pour organiser des manifestations pacifiques et n'y a pas d'autres voies efficaces pour faire entendre sa voix. Depuis 2008, les Tibétains perpétuent la tradition de manifester utilisant des moyens subtiles, pacifiques et significatifs, comme des « mouvements de non-coopération » ; le boycotts; les mercredis blancs (Lhakar) au cours desquels les gens mangent de la nourriture tibétaine mais pas de viande, parlent le tibétain et portent des vêtements tibétains; le végétarisme; l'abandon de monastères par des moniales et des moines pour échapper aux nouvelles règles ; des manifestations en faveur de la langue tibétaine ; et une poésie radicale codée. Il y a également eu des cas d'individus manifestation, consistant à crier des slogans et à distribuer des tracts. Ces manifestants, cependant, ont rapidement disparu.
En retraçant ces causes, il est manifeste que les deux premiers cas d'auto-immolation au Tibet étaient intimement liés aux événements de 2008. Tapey, le premier moine à s'immoler en 2009, a choisi cette voie en suivant l'annulation d'une réunion de prière commémorative pour ceux qui ont été tués dans les violences de 2008.

## Présentation
Dans ce livre, Tsering Woeser explore les principaux types d'oppression comme l'atteinte à la liberté de croyance dans le bouddhisme tibétain, la destruction de l'environnement et l'exploitation des ressources du Tibet, les attaques de les langues tibétaines, le déplacement forcé des nomades dans les villes, l'accélération organisée de la migration des Han vers les régions tibétaines, la police omniprésente et la surveillance par caméra. Dans le système de surveillance, un grand nombre de Tibétains ont été tués, arrêtés, condamnés et ont disparu. Woeser classe les déclarations des auto-immolés en témoignages correspondant à neuf motivations particulières comme préserver les langues tibétaines, maintenir l'unité ethnique des Tibétains eux-mêmes, permettre le retour du dalaï-lama.
Selon Woeser, derrière l'auto-immolation des Tibétains se cache leur croyance dans le bouddhisme et leur respect pour le principe de non-violence du dalaï-lama.
Mais ce qui choque l'auteur, c'est que ce tragique sacrifice de Tibétains, sous l'impact politique du parti communiste chinois, n'ait pas retenu l'attention du monde.
Woeser a écrit dans le livre que les autorités chinoises, comme souvent, affirment que ce mouvement venant de « la clique du Dalaï est organisée, préméditée et méticuleusement planifiée ». Afin de dissimuler la vérité sur l'auto-immolation de Tibétains, les autorités ont également produit des films de propagande officielle qui seront diffusés sur la chaîne internationale CCTV totalisant plus de deux heures.
Dans la dernière partie du livre, Woeser a écrit: "... La manifestation par l'auto-immolation est trop tragique et douloureuse. Pour cette raison, j'ai lancé un appel aux Tibétains pour qu'ils arrêtent l'auto-immolation et gardent leur vie, peu importe à quel point ils sont opprimés. Mais notre appel est invalide, car en fait, je sais qu'il doit en être ainsi. D'une part, ce genre de mouvement d'auto-immolation est comme un tremblement de terre ou une inondation, peu importe qui l'approuve ou non, il faut qu'il libère toute son énergie avant de pouvoir s'apaiser. "

## Accueil critique
Pour John Whalen-Bridge, l'étude de ces déclarations montre que la signification de l'auto-immolation tibétaine est interprétée. Ainsi, Woeser interpelle le Parlement tibétain en exil sur sa description de l'auto-immolation comme un « acte désespéré » : « Les Immolations ne surviennent pas principalement par désespoir »). L'essai de Woeser, comme l'article « Beacons of Resistance, Not Desperate Acts » de Christophe Besuchet remet en question le Terministic screen (en)  utilisé par l'Administration centrale tibétaine, l'éloignant du désespoir et allant vers la résistance. Après l'action symbolique très chargée de l'auto-immolation tibétaine, il y a le prolongement de l'acte sous forme de discussion et de lutte rhétorique. Cette délibération contribue puissamment à l'auto-construction communautaire, qui se passe entre les Tibétains en Chine et ceux en exil.

## Éditions
- 《西藏火鳳凰 : 獻給所有自焚藏人》( Tibet Fire Phoenix: dedicated to all self-immolated Tibetans ) (Taiwan, Dàkuài wénhuà 大块文化 2015),  (ISBN 9789862135914).